# Freddie Waits
Pour les articles homonymes, voir Waits.
Freddie Waits est un batteur américain de jazz. Il est en particulier connu pour ses nombreux enregistrements avec McCoy Tyner. Waits débute dans des groupes de rythmes and blues puis s'oriente vers le jazz. Durant sa carrière il a su adapter son jeu à différents styles musicaux, du bop avec Kenny Barron ou Ray Bryant, au jazz fusion aux côtés de Joe Zawinul, ou en free jazz en accompagnant Bill Dixon ou Pharoah Sanders.

## Biographie

### Jeunesse
Freddie Waits étudie la musique à l'école, en particulier la flûte à 16 ans et obtient un diplôme dans cette spécialité au lycée Jackson Street College,. Il choisit à 18 ans de se consacrer à la batterie, qui deviendra son principal instrument.
Waits commence sa carrière professionnelle alors qu'il est encore au lycée, en accompagnant à la batterie les musiciens de blues Ivory Joe Hunter, Percy Mayfield puis des artistes comme Memphis Slim et John Lee Hooker. Waits s'installe à Détroit et accompagnera souvent des artistes pour le label Motown (comme Temptations ou Stevie Wonder), en particulier Jimmy Wilkins et Paul Winters, jusque dans les années 1960.

### Carrière
Lorsque Waits s'installe à New York en 1963, il collabore notamment avec le chanteur Little Willie John qu'il accompagne au Small's Paradise à Harlem.
De 1963 à 1965, il est l'un des membres de l'orchestre du saxophoniste Paul Winters. Il joue ensuite à Los Angeles avec le groupe du trompettiste Gerald Wilson.
En 1966, il intègre le New York Jazz sextet qu'il quitte l'année suivante. Cette année-là, il accompagne la chanteuse Betty Carter. 
En 1967, il accompagne la chanteuse Ella Fitzgerald lors d'une tournée en Europe et aux États-Unis puis intègre le groupe du pianiste McCoy Tyner qu'il accompagne pendant trois ans. 
En 1971 il devient l'un des membres de M'Boom, un groupe de percussion créé l'année précédente par le batteur Max Roach et avec lequel il effectue une tournée en Europe, participant aussi à l'enregistrement de leur disque éponyme en 1979 et à Collage en 1984. À cette période Waits accompagne les chanteuses Carmen McRae, Melba Moore ou encore Nancy Wilson en 1972. L'année suivante il est à nouveau aux côtés d'Ella Fitzgerald lors d'un concert donné au Carnegie Hall au mois de juillet.
En 1974, Waits participe à la New York Jazz Repertory Company, créée cette année-là par le producteur George Wein, et qu'il réitère l'année suivante. En 1975, il effectue une tournée en Afrique et en Europe avec le groupe du trompettiste Mercer Ellington. L'année suivante il accompagne le saxophoniste Teddy Edwards et en 1978 il joue avec le tromboniste Curtis Fuller,. 

### Fin de carrière
Freddie Waits a peu enregistré en tant que leader. En parallèle à sa carrière de musicien il a été enseignant.
Vivant ses dernières années à Manhattan, Waits décède à 46 ans des suites d'une pneumonie et de problèmes rénaux,. Son fils Nasheet Waits est également batteur.

## Style
Freddie Waits est un musicien très éclectique, ayant joué dans un large éventail de styles musicaux.

## Discographie

### En sideman
Discographie sélective.
| Enregistrement | Leader            | Label             | Nom de l'album                      |
| -------------- | ----------------- | ----------------- | ----------------------------------- |
| 1966           | Donald Byrd       | Blue Note Records | Mustang                             |
| 1967           | Freddie Hubbard   | Atlantic Records  | High Blues Pressure                 |
| 1967           | Joe Zawinul       | Vortex Records    | The Rise & Fall of the Third Stream |
| 1968           | McCoy Tyner       | Blue Note Records | Expansions                          |
| 1968           | Andrew Hill       | Blue Note Records | Grass Roots                         |
| 1968           | McCoy Tyner       | Blue Note Records | Time for Tyner                      |
| 1969           | Pharoah Sanders   | Impulse!          | Karma                               |
| 1965           | Joe Zawinul       | Atlantic Records  | Money in the Pocket                 |
| 1970           | McCoy Tyner       | Blue Note Records | Asante                              |
| 1970           | Joe Zawinul       | Atlantic Records  | Concerto Retitled                   |
| 1971           | Lee Morgan        | Blue Note Records | The Last Session                    |
| 1973           | Ella Fitzgerald   | Columbia Records  | Live at Carnegie Hall               |
| 1974           | Toots Thielemans  | Choice Records    | Captured Alive                      |
| 1977           | McCoy Tyner       | Blue Note Records | Cosmos                              |
| 1977           | Charles McPherson | Xanadu Records    | New Horizons                        |
| 1979           | Max Roach         | Columbia Records  | M'Boom                              |
| 1980           | Abbey Lincoln     | Blue Marge 1003   | Painted Lady                        |
| 1982           | Bill Dixon        | Soul Note Records | In Italy, Vol. 1*                   |